# Bir El Hafey (délégation)
Bir El Hafey est une délégation tunisienne dépendant du gouvernorat de Sidi Bouzid.
En 2014, elle compte 38 288 habitants dont 19 412 hommes et 18 876 femmes répartis dans 8 174 ménages et 9 714 logements.

## Imadas
La délégation compte neuf imadas comptant le nombre d'habitants suivant : 
- Bir El Hafey : 13 584
- Rahal : 5 967
- El Mzara : 3 969
- El Gsar : 3 840
- Bir Bousbiaâ : 3 061
- Essalama : 2 664
- Bir Amama : 2 474
- Ouargha : 2 432
- El Mhamdia : 297

## Municipalités
En plus de la municipalité de Bir El Hafey, créée le 7 mai 1979, une nouvelle municipalité est instituée en 2015, celle de Rahal.